# كيلي جوستين
كيلي جوستين (بالإنجليزية: Kelly Heath)‏ هو لاعب كرة قاعدة أمريكي، ولد في 4 سبتمبر 1957 في بلاتسبورغ في الولايات المتحدة.

## وصلات خارجية
- كيلي جوستين على موقعبيزبول رفرنس.كوم (الدوري الرئيسي) (الإنجليزية)
- كيلي جوستين على موقعبيزبول رفرنس.كوم (الدوري الثانوي) (الإنجليزية)